# Чандраян-2
«Чандраян-2» (хинди चंद्रयान्-२ «Лунный корабль-2») — вторая (после «Чандраян-1») автоматическая межпланетная станция (АМС) Индийской организации космических исследований (ISRO) для исследования Луны.
Целью миссии является достичь орбиты спутника Земли и проводить его изучение с высоты 100 км инструментами орбитального аппарата, совершить мягкую посадку на лунную поверхность и исследовать Луну с помощью научных инструментов посадочного аппарата и лунохода «Прагъян».
Запуск миссии «Чандраян-2» состоялся 22 июля 2019 года. 20 августа станция вышла на окололунную орбиту.
2 сентября от орбитального аппарата «Чандраян-2» отделился посадочный модуль «Викрам», с луноходом «Прагъян» на борту. 
6 сентября «Викрам» стал проводить спуск на поверхность Луны. 
В полночь 7 сентября, во время заключительного этапа торможения аппарата на высоте около 2,1 километра, «Викрам» отклонился от намеченной траектории, и на высоте примерно 400 метров от лунной поверхности связь с посадочным модулем была утеряна.
По сообщению НАСА от 27 сентября 2019 года, посадочный модуль совершил «жёсткую посадку».
Спустя четыре года миссия была повторена, на этот раз успешно: спускаемый аппарат станции Чандраян-3 сел вблизи южного полюса Луны.

## История
Изначально, проект планировалось реализовать совместно с Российским космическим агентством. Соглашение между космическими агентствами двух стран было подписано 12 ноября 2007 года. Предполагалось, что индийская сторона будет ответственна за орбитальный аппарат и луноход, а российская сторона предоставит посадочный аппарат. Миссия была утверждена правительством Индии в сентябре 2008 года.
В августе 2009 года ISRO совместно с российскими коллегами завершила проект конструкции станции. На тот момент старт миссии планировался на конец 2012 года.
В августе 2010 года индийское космическое агентство утвердило список научных инструментов для орбитального аппарата и лунохода для запуска миссии в течение 2013 года. Для запуска аппарата Индия планировала использовать собственную ракету-носитель GSLV.
Однако, после неудачи с аппаратом Фобос-Грунт в 2011 году, Роскосмос сообщил, что полностью пересмотрит технические аспекты, связанные с этим проектом, которые также использовались в совместной лунной миссии, что приведёт к увеличению массы посадочного аппарата. Российское агентство выдвинуло ряд дополнительных требований, в том числе по массе лунохода, сроки миссии были перенесены на 2015—2017 годы. В 2013 году, когда стало понятно, что по ряду причин, в том числе финансовых, посадочный аппарат не может быть предоставлен Россией и к 2015 году, Индия решила запускать миссию самостоятельно. Старт был перенесён на конец 2017 — начало 2018 года.
Запуск, запланированный на март 2018 года, был перенесён на октябрь для завершения дополнительных испытаний. 4 августа 2018 года телеканал NDTV сообщил, что ISRO перенесла отправку к Луне миссии «Чандраян-2» на первую половину 2019 года.
Во время испытаний в феврале 2019 года были незначительно повреждены две опоры посадочного аппарата, внесение необходимых корректив сдвинуло запуск на июль 2019 года.
Пуск ракеты-носителя GSLV III с зондом с Космического центра имени Сатиша Дхавана на острове Шрихарикота был намечен на 15 июля 2019 года в 02:51 по местному времени. За 56 минут до старта пуск был отменён из-за технической неполадки в работе ракеты-носителя.

## Задачи миссии
Станция «Чандраян-2» состояла из орбитального и посадочного аппаратов, с небольшим автоматическим луноходом «Прагьям».
Орбитальный модуль проводил картографирование поверхности Луны с полярной орбиты высотой около 100 км.
Посадочный модуль «Викрам» должен был совершить мягкую посадку на поверхности Луны. Район для посадки станции был определён по результатам исследований поверхности со станции «Чандраян-1».
«Викрам» планировалось посадить в районе южного полюса Луны между кратерами Манцини C и Симпелий N, на участке с координатами 70,9° южной широты 22,8° восточной долготы. Это самое близкое к южному полюсу Луны место, на которое когда-либо в истории садился посадочный аппарат. В случае успешной посадки, Индия могла стать четвёртой страной, мягко посадившей космический аппарат на поверхности Луны, после СССР, США и Китая. Предполагалось, что он сможет проработать на Луне две—три недели. На посадочном модуле имелся сейсмометр ILSA для регистрации лунотрясений.
Посадочный модуль должен был доставить на поверхность луноход «Прагьям» («Мудрость»), который в течение 14 дней собирал бы образцы для анализа и делать снимки, передавая их на Землю.
Посадка посадочного модуля «Чандраян-2» завершилась потерей связи с ним (и, вероятно, крушением), поэтому все связанные с ним планы были перенесены на следующую миссию, «Чандраян-3», запуск которой был осуществлен в 2023 году.

## Конструкция и инструменты

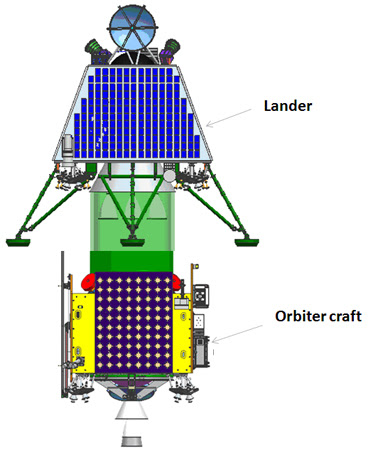
Интегрированная станция «Чандраян-2» (рисунок)

Во время запуска и полёта к Луне орбитальный и посадочный аппараты «Чандраян-2» интегрированы между собой, посадочный аппарат расположен над орбитальным. Луноход находится внутри посадочного аппарата. Суммарный вес станции при запуске составил 3850 кг. Размеры — 3,1 × 3,1 × 5,8 м.

### Орбитальный аппарат
Орбитальный аппарат «Чандраян-2» предназначен для работы на окололунной полярной орбите высотой около 100 км в течение как минимум одного года, возможно продление его миссии до 2 лет. Размеры — 3,2 × 5,8 × 2,2 м. Полная масса аппарата — 2379 кг, из них 1697 кг составляет топливо. Двигательная установка орбитального аппарата обеспечивала маневрирование интегрированной станции на протяжении всего полёта к Луне до отстыковки посадочного модуля «Викрам». Солнечные батареи продуцируют до 1000 Вт электроэнергии. Через орбитальный аппарат производится связь с наземным контрольным центром возле Бялалу (округ Бангалор, Индия) — Индийской сетью глубокого космоса, также через него ретранслируется сигнал от посадочного аппарата.

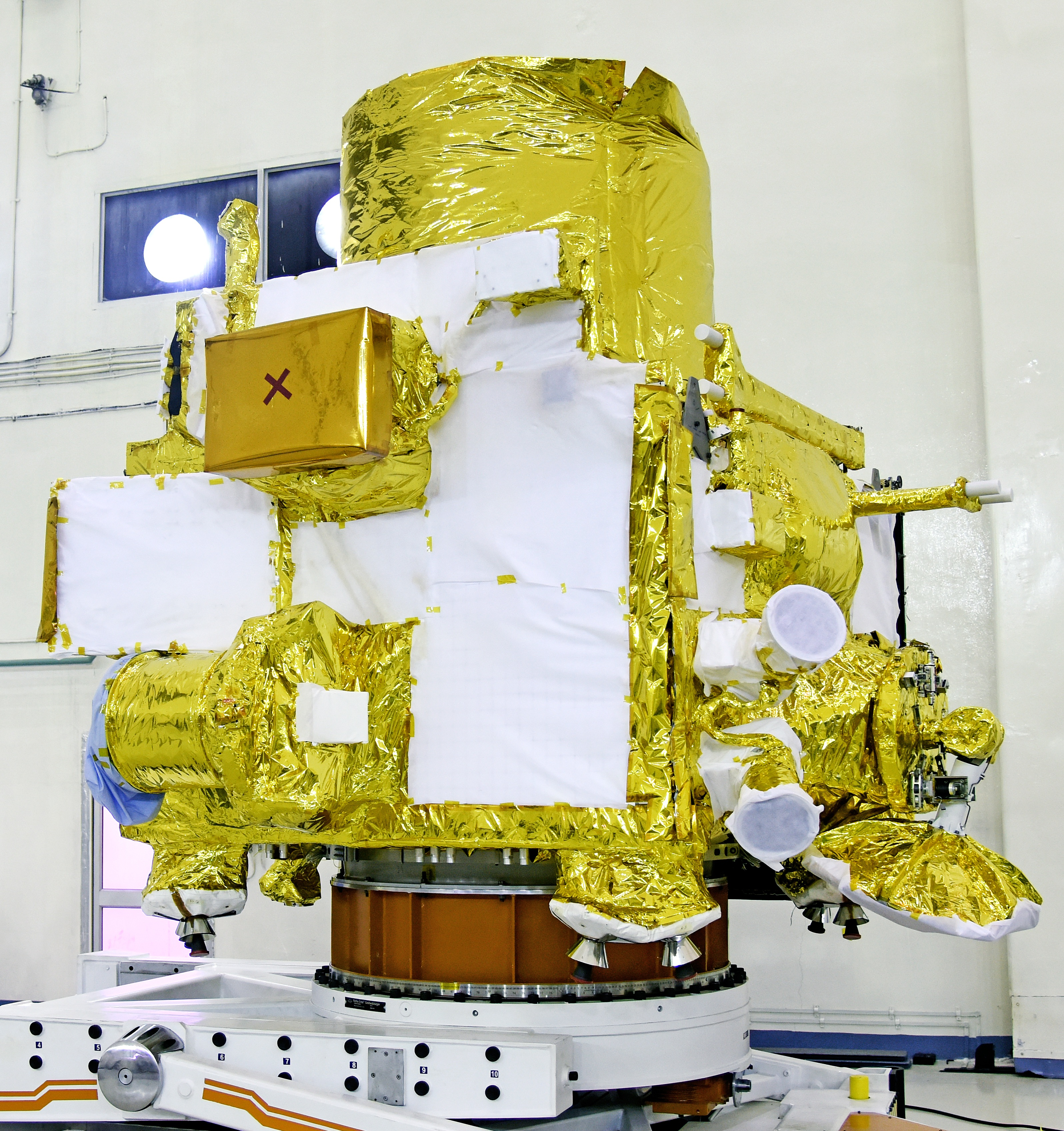
Орбитальный модуль «Чандраян-2»

На орбитальном аппарате размещено 8 инструментов:
- Terrain Mapping Camera-2 (TMC-2) — камера для картографирования поверхности Луны с разрешением 5 м и полосой захвата 20 км для создания 3D-карты лунной поверхности;
- Chandrayaan-2 Large Area Soft X-ray Spectrometer (CLASS) — рентгенофлуоресцентный спектрометр для выявления присутствия таких химических элементов как магний, алюминий, кремний, кальций, титан, железо, натрий;
- Solar X-ray monitor (XSM) — измеряет интенсивность рентгеновского излучения Солнца и поддерживает работу инструмента CLASS;
- Orbiter High Resolution Camera (OHRC) — камера, выполняющая снимки посадочной площадки с разрешением 0,32 м. Снимки выполняются с разных ракурсов в течение двух витков по орбите Луны перед отстыковкой посадочного аппарата для создания объёмной модели посадочной площадки, чтобы убедиться в отсутствии больших камней и значительных неровностей рельефа.
- Imaging IR Spectrometer (IIRS) — инфракрасный спектрометр для исследования поверхности луны в широком спектральном диапазоне с целью изучения минералогии Луны, выявления молекул воды и гидроксильных групп;
- Dual Frequency L and S band Synthetic Aperture Radar (DFSAR) — радар с синтезированной апертурой L- и S-диапазонов будет производить картографирование полярного региона Луны, количественную оценку водяного льда в этом регионе, а также оценку толщины реголита и его распределение по поверхности;
- Chandrayaan-2 Atmospheric Compositional Explorer 2 (ChACE-2) — масс-спектрометр для детального изучения лунной экзосферы;
- Dual Frequency Radio Science (DFRS) — эксперимент по изучению временной эволюции электронной плотности в лунной ионосфере.

### Посадочный аппарат
Посадочный аппарат «Викрам» («Доблесть») назван в честь Викрама Сарабхая, индийского учёного и отца-основателя индийской космической программы. Спроектирован для работы в течение одного лунного дня (14 земных суток) и способен поддерживать связь напрямую с наземным центром управления, с орбитальным аппаратом и луноходом.

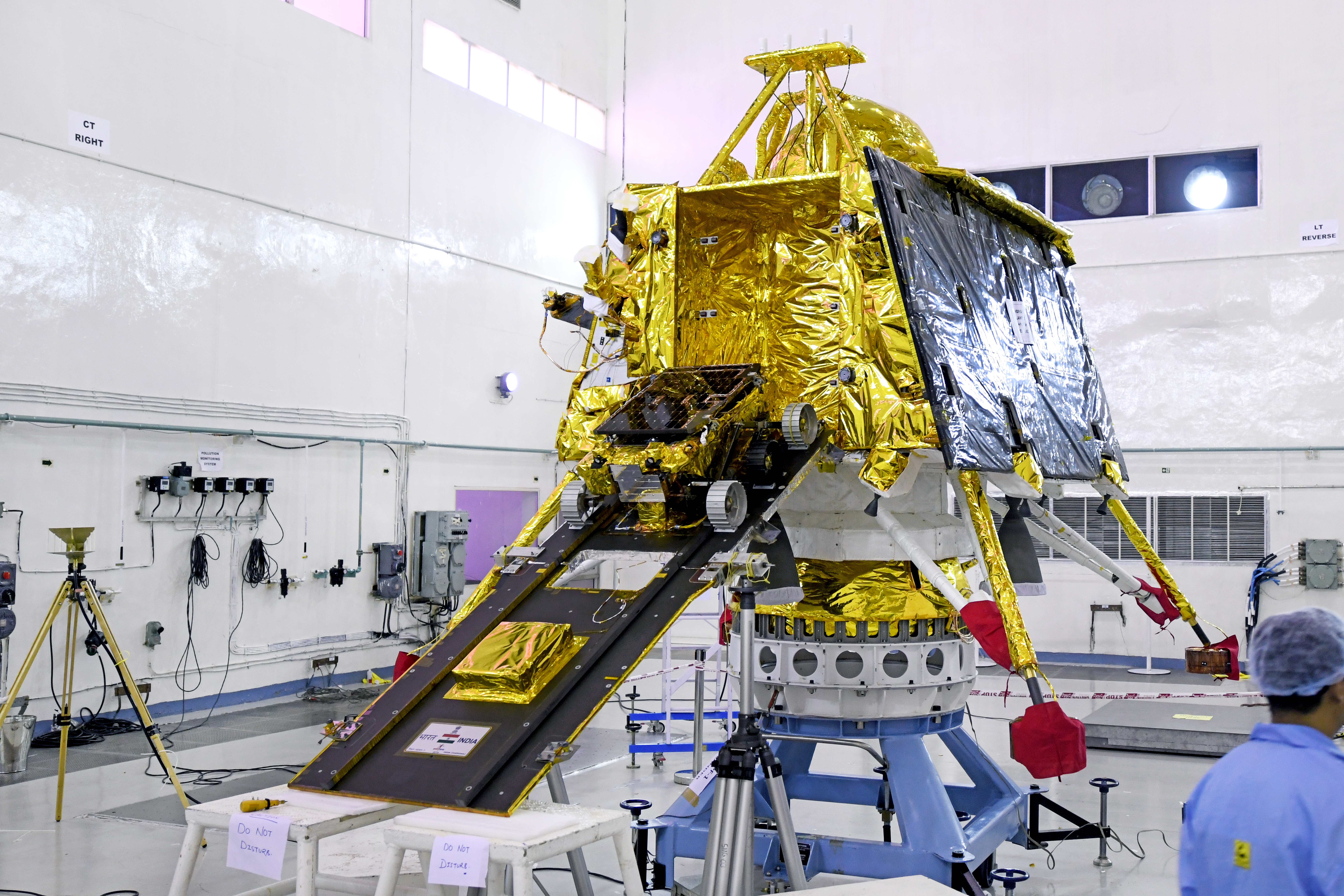
Посадочный модуль Викрам с луноходом на опускаемом трапе.

Размеры аппарата — 2,54 × 2,0 × 1,2 м. Стартовая масса — 1471 кг, из которых 845 кг составляет топливо — гидразин и тетраоксид диазота. Двигательная установка посадочного аппарата состоит из 5 дросселируемых жидкостных ракетных двигателей с тягой 800 Н каждый, которые должны снизить скорость аппарата с 1,6 км/с до нуля в ходе финального торможения и мягкой посадки, а также 8 двигателей с тягой 50 Н, для управление положением в пространстве. Для помощи при посадке «Викрам» оборудован HD-камерой, навигационной камерой, камерами для определения горизонтальной скорости и выявления угрозы посадке, тремя альтиметрами. Сенсоры на 4 посадочных опорах определяют момент касания к поверхности и отключают центральный посадочный двигатель. «Викрам» способен безопасно приземлится при уклоне поверхности до 12°. Две панели солнечных батарей, размещённых на боковых сторонах аппарата способны производить до 650 Вт электроэнергии.
На посадочном аппарате размещены 3 научных инструмента:
- Radio Anatomy of Moon Bound Hypersensitive Ionosphere and Atmosphere (RAMBHA) — зонд Ленгмюра для измерения плотности и колебаний плотности плазмы около лунной поверхности;
- Chandra’s Surface Thermo-physical Experiment (ChaSTE) — термальный зонд для измерения температурного градиента и теплопроводности лунной поверхности;
- Instrument for Lunar Seismic Activity (ILSA) — сейсмометр для изучения лунотрясений в районе посадки.

Также на посадочном аппарате размещены ретрорефлекторы, предоставленные NASA для измерения точного расстояния между лунной поверхностью и спутниками на окололунной орбите.
Одна из боковых стенок аппарата представляет собой раскладывающийся трап, на котором размещён луноход «Прагьям», который должен спустится на поверхность после посадки.

### Луноход

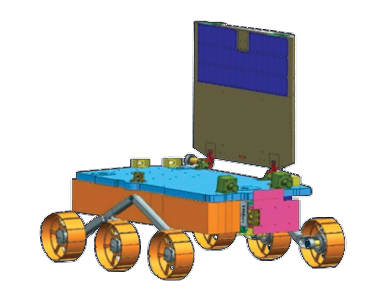
Луноход «Прагьям» (рисунок)

Автоматический луноход «Прагьям» («Мудрость») размерами 0,9 × 0,75 × 0,85 м и массой 27 кг. Оснащён раскладывающейся панелью солнечных батарей, производящих до 50 Вт электроэнергии. Шесть колёс на подвеске системы rocker-bogie позволят ему преодолеть дистанцию до 500 м на скорости 1 см в секунду. Как и посадочный аппарат, луноход спроектирован для работы в течение 14 земных суток, не ожидается, что он переживёт лунную ночь. Две камеры на передней части лунохода будут обеспечивать изображение окружающей местности для оператора на Земле, который будет передавать команды для движения. Связь с луноходом производится через посадочный аппарат.
На 2 задних колёсах нанесены герб Индии и логотип ISRO, которые должны отпечатываться на лунной пыли по ходу движения лунохода.
На борту лунохода размещены 2 инструмента для изучения химического состава лунного грунта:
- Laser induced Breakdown Spectroscope (LIBS) — лазерно-искровый эмиссионный спектрометр;
- Alpha Particle Induced X-ray Spectroscope (APXS) — APXS-спектрометр.

## Ход миссии
Успешный пуск ракеты-носителя GSLV III с АМС «Чандраян-2» состоялся в 14:43 по местному времени (09:13 UTC) 22 июля 2019 года. Изначально ожидалось, что станция будет выведена на орбиту с параметрами 170 × 39 120 км, но аппарат был выведен на 6 тыс. км выше, чем планировалось. Это позволит аппарату совершить меньше манёвров и сэкономить топливо при полёте к Луне.

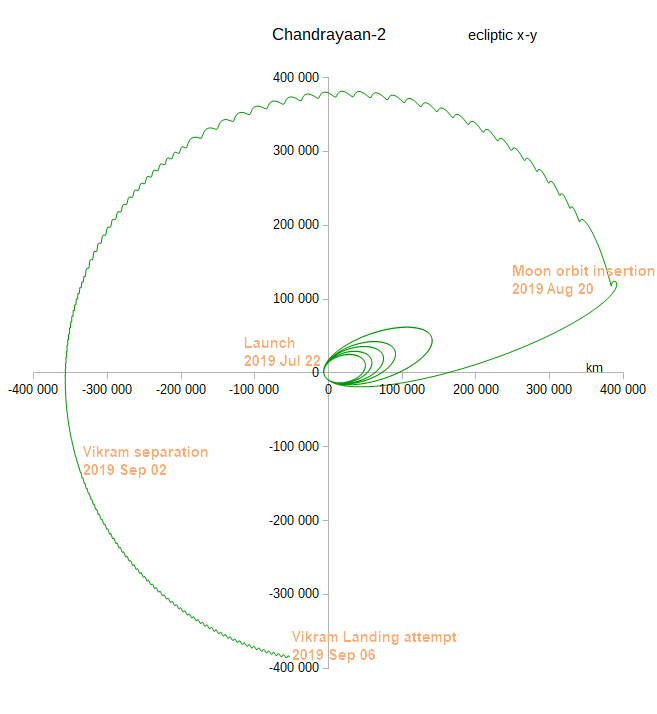
Траектория движения АМС «Чандраян-2»

24 июля выполнен первый манёвр для повышения околоземной орбиты. Благодаря более высокой, чем планировалось орбите выведения, потребовалось только 48-секундное включение главного двигателя для размещения аппарата на орбите 230 × 45 163 км.
26 июля выполнен второй манёвр повышения орбиты, аппарат выведен на орбиту 251 × 54 829 км. Время включения двигателя составило 883 секунды.
29 июля выполнен третий манёвр, «Чандраян-2» выведен на орбиту 276 × 71 792 км. Продолжительность работы двигателя — 989 с.
2 августа состоялся четвёртый манёвр, 646-секундным включением двигателя аппарат выведен на орбиту 277 × 89 472 км.

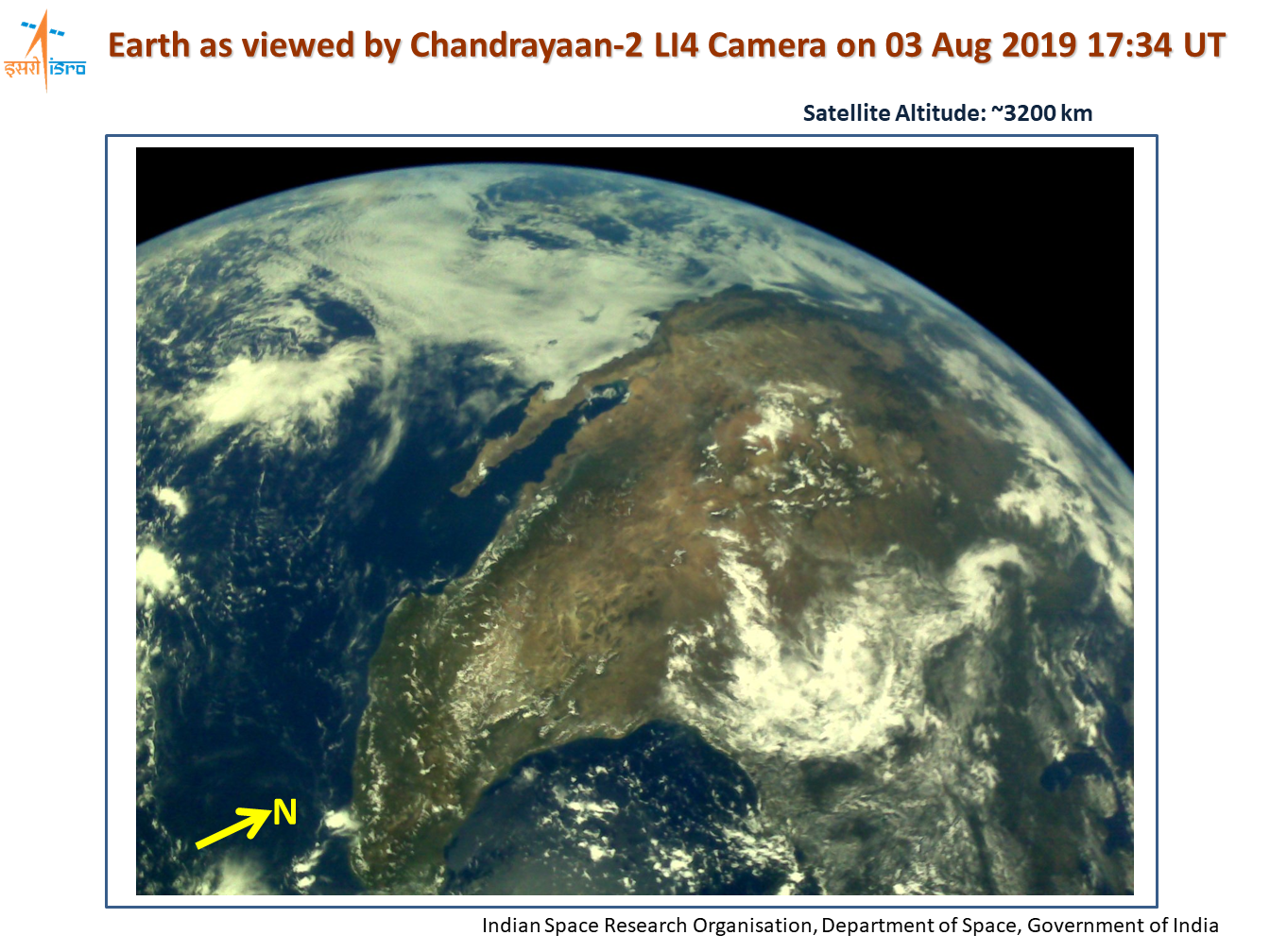
Снимок Земли с высоты 3200 км от 3 августа 2019

3 августа «Чандраян-2» сделал первые снимки Земли, выполненные с помощью камеры LI4 посадочного аппарата «Викрам», при пролёте в нескольких тысячах километров на поверхностью.
6 августа выполнен последний пятый манёвр повышения околоземной орбиты, аппарат выведен на орбиту 276 × 142 975 км после 1041-секундного включения основного двигателя.
13 августа «Чандраян-2» успешно выведен на транслунную траекторию, во время манёвра двигатель аппарата работал в течение 1203 секунд. Ожидаемые параметры орбиты — 266 × 413 623 км.
20 августа станция приблизилась к Луне, после чего, выполнив 1738-секундное включение основного двигателя, разместилась на окололунной орбите 114 × 18 072 км.
21 августа выполнен второй окололунный манёвр, «Чандраян-2» выведен на орбиту 118 × 4412 км. Двигательная установка работала в течение 1228 секунд. В тот же день был выполнен первый снимок Луны, выполненный камерой LI4 посадочного аппарата «Викрам» с высоты 2650 км. Снимок демонстрирует часть обратной стороны Луны, включая ударные кратеры Море Восточное и Аполлон.

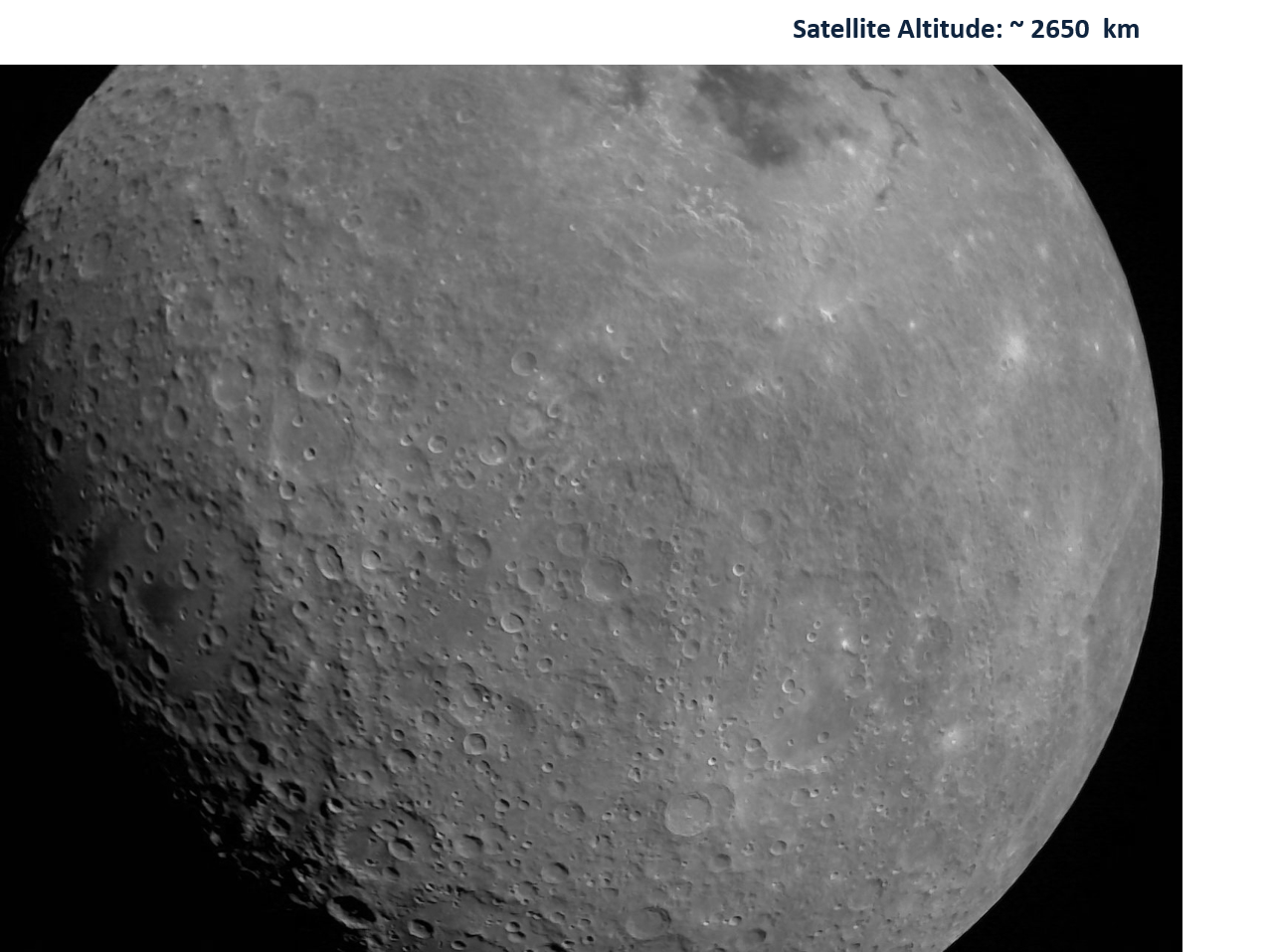
Первый снимок луны от 21 августа 2019

23 августа с высоты 4375 км камерой Terrain Mapping Camera 2 (TMC-2) «Чандраян-2» сделал снимки кратеров в северном полушарии Луны, находящихся как на видимой, так и на обратной стороне Луны. Первый снимок отображает участок поверхности в северном полушарии обратной стороны Луны, с ударными кратерами Джексон, Мах, Митра, Королёв. Второй снимок демонстрирует область северного полюса Луны, включая ударные кратеры Пласкетт, Рождественский, Эрмит, Зоммерфельд и Кирквуд.
28 августа был выполнен третий окололунный манёвр, 1190-секундным включением основного двигателя достигнута орбита 179 × 1412 км.
30 августа выполнен четвёртый окололунный манёвр, аппарата выведен на орбиту 124 × 164 км. Продолжительность работы двигательной установки — 1155 с.
1 сентября состоялся последний, пятый окололунный манёвр продолжительностью 52 секунды, разместивший аппарат на орбите 119 × 127 км.
2 сентября состоялось отделение посадочного аппарата «Викрам» от орбитального аппарата «Чандраян-2».
3 сентября (в 03:20 и 22:12 UTC) посадочный аппарат выполнил два манёвра продолжительностью 4 и 9 секунд соответственно, снизив свою орбиту до 35 × 101 км. Орбитальный аппарат «Чандраян-2» продолжает свою миссию на текущей орбите 96 × 125 км.
6 сентября 2019 года в 20:07 UTC включились 4 угловых посадочных двигателя аппарата, начав фазу «грубого торможения». «Викрам» снижал скорость с начальных 1600 м/с и высоту с начальных 30 км, приближаясь к месту посадки. Данная фаза завершилась на высоте 7,4 км, где аппарат должен был использовать камеры и альтиметры для подтверждения безопасности посадки, после чего снизиться до высоты 400 метров и зависнуть перед финальным торможением центральным двигателем. На высоте 2,1 км с посадочным аппаратом пропала связь. Позже, премьер-министр Индии подтвердил утрату аппарата во время снижения к поверхности Луны.
8 сентября 2019 года глава Индийской организации космических исследований Кайласавадиву Сиван сообщил, что попытки установить связь с посадочным модулем «Викрам» будут продолжаться ещё 14 дней. Также он сообщил, что топлива в орбитальном аппарате хватит на 7 лет работы вместо запланированного одного года, благодаря точному запуску и аккуратному маневрированию на пути к Луне.
Положение посадочного модуля удалось найти с помощью инфракрасного спектрометра IIRS, установленного на орбитальной станции, но степень серьёзности его повреждений в ISRO оценить не смогли, как и не опубликовали этих изображений Викрама. Возможно, это была жёсткая посадка.
17 сентября 2019 года американский зонд Lunar Reconnaissance Orbiter (LRO) совершил пролёт над предполагаемым местом падения Викрама в 595 километрах (370 милях) от южного полюса Луны между кратерами Манцини С и Симпелий N (широта 70,8 ° ю. ш., долгота 23,5 ° в. д.), сделал детальные снимки поверхности Луны в этом месте, но не обнаружил посадочный модуль. Возможно, Викрам находился в это время тени, отбрасываемой формами лунного рельефа, так как снимки делались во время захода Солнца. Детальная мозаика снимков опубликована на сайте миссии LRO.
14 октября 2019 года LRO опять не удалось найти посадочный модуль Викрам, хотя условия освещения были более благоприятными. LRO повторит попытку обнаружить Викрам в середине ноября, когда тени сократятся ещё больше. Исследователь проекта НАСА «Lunar Reconnaissance Orbiter» Ной Петро считает, что, возможно, «Викрам находится в тени или за пределами области поиска».
3 октября 2019 года индийский инженер Шанмуга Субраманян обратился к учёным NASA и сообщил, что смог отыскать на снимках обломки посадочного модуля «Викрам» в точке с координатами 70,8810 °S 22,7840 °E. После этого LRO провёл съёмку зоны крушения 14, 15 октября и 11 ноября 2019 года. Сравнив снимки, сделанные 11 ноября, со старыми снимками, учёные подтвердили место крушения посадочного модуля. 11 ноября были наилучшие условия наблюдения, так как в это время высота Солнца над горизонтом составляла 72 °, что позволило получить разрешение порядка 0,7 метра на пиксель. На этом снимке зелёными точками обозначены более 20 мест с обломками посадочного модуля (буквой S обозначен обломок, найденный индийским инженером), синими — места повреждения реголита, вызванные падением «Викрама».

## Фотогалерея

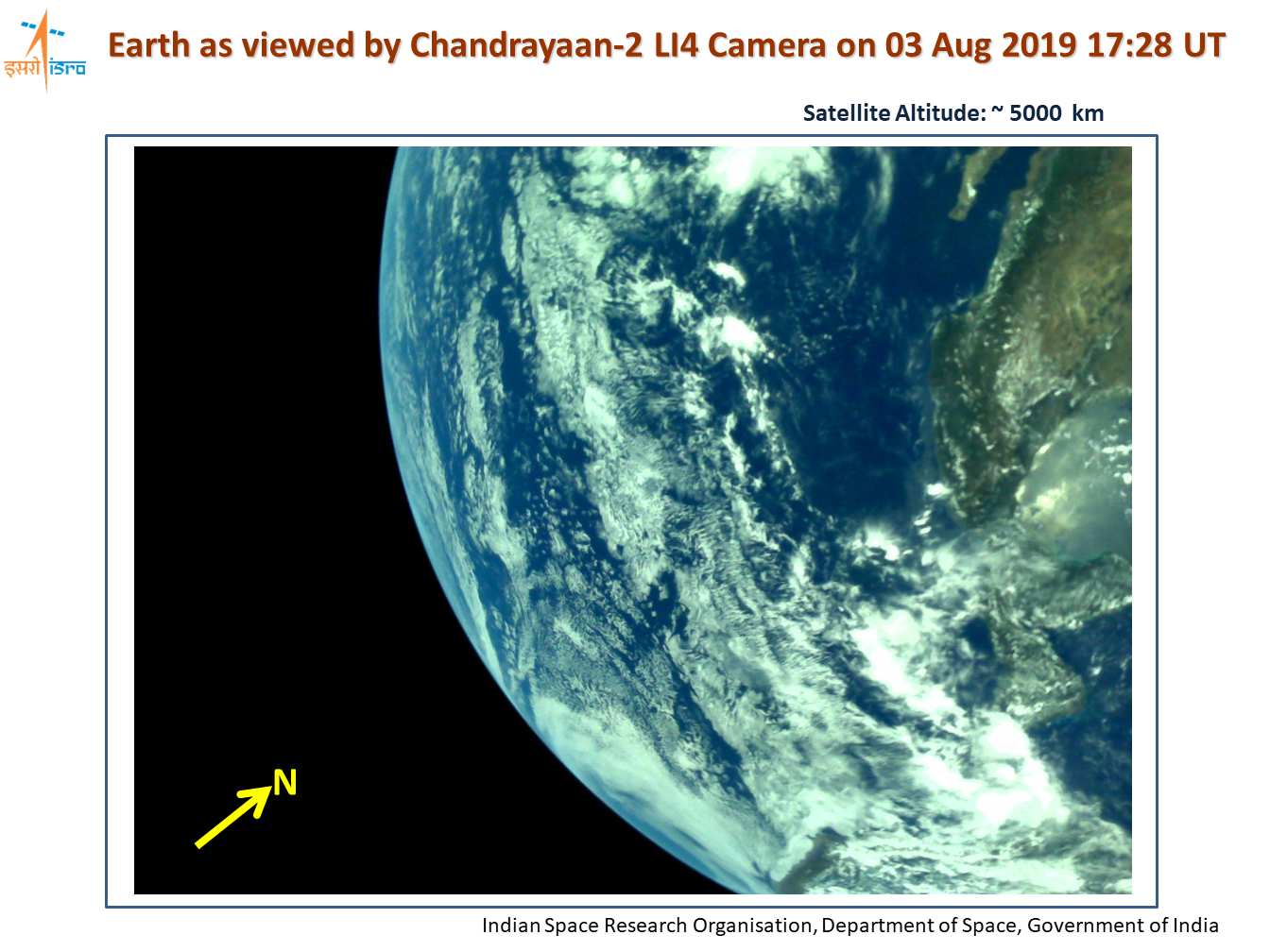
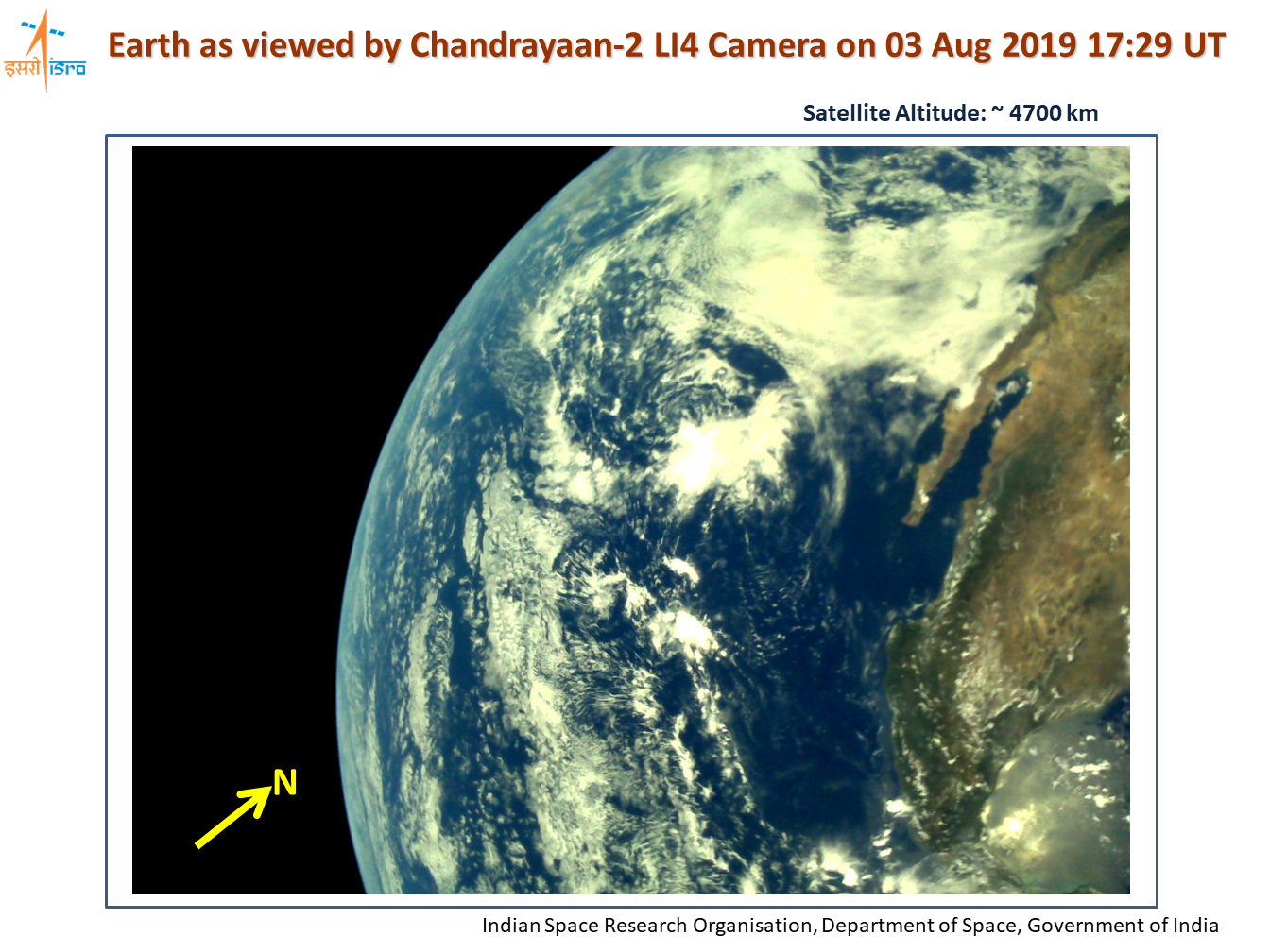
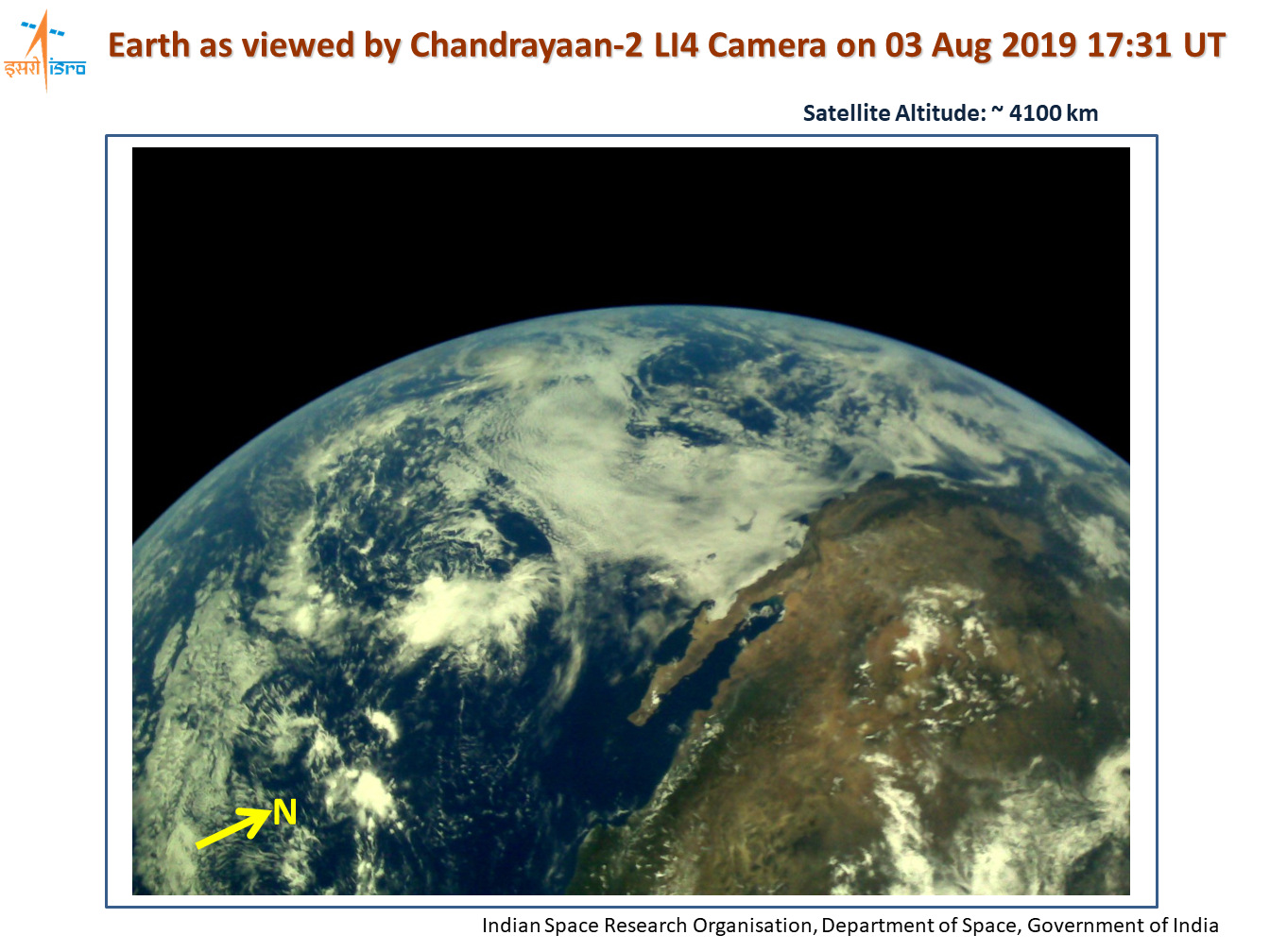
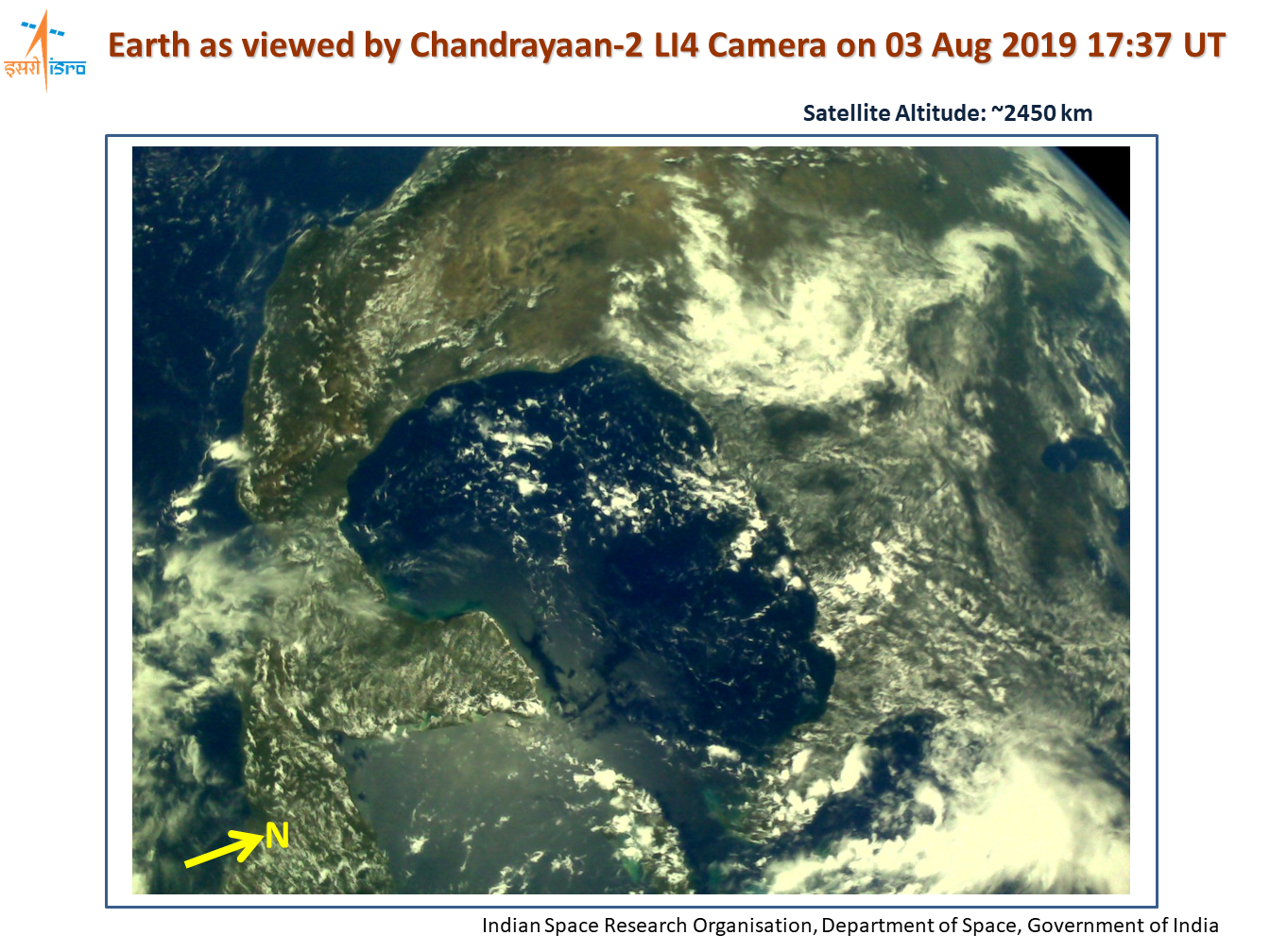